# Abadía de Engelszell
La abadía de Engelszell  (en alemán: Stift Engelszell) es un monasterio trapense, el único de Austria. Está localizado cerca de la población de Engelhartszell un der Donau en la región de Innviertel en Austria Superior.

## Historia

### Cistercienses

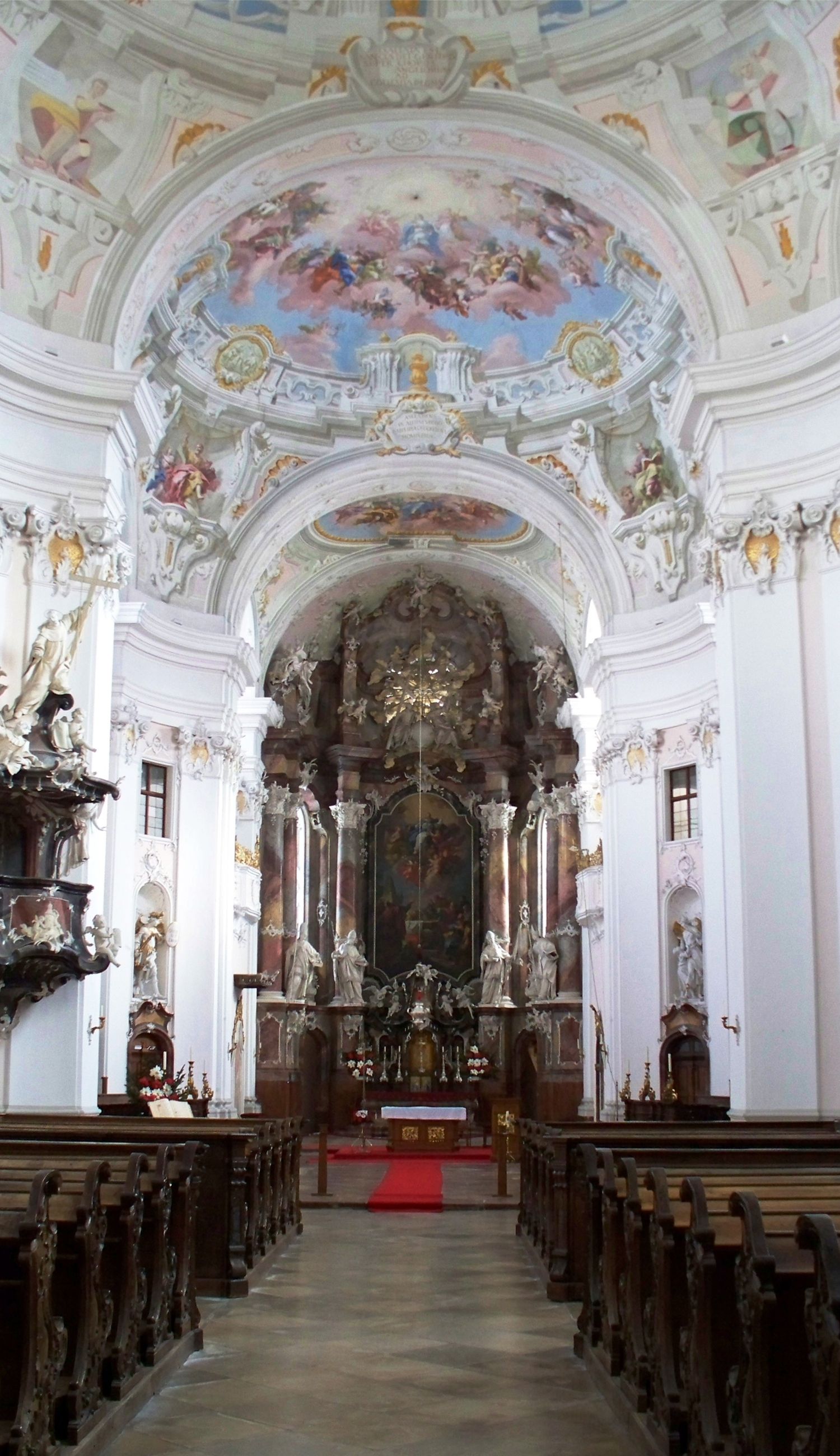
Interior de la iglesia de la abadía

La abadía fue fundada en 1293 por Bernhard de Prambach, obispo de Passau, como un monasterio cisterciense. Fue establecido en el año 1295 por los monjes de la Abadía de Wilhering, su casa madre, que a su vez dependía de la Abadía de Morimond. Sufrió un descenso considerable, tanto espiritual como financiero en el período de la Reforma Protestante, y por un tiempo pasó a manos privadas. Desde 1618 a partir de la intervención y el apoyo de la abadía de Wilhering fue gradualmente restaurada.
En el domingo de Pascua de1699, un desastroso incendio sumió a la abadía de nuevo en dificultades financieras y desde 1720 su gestión estuvo en manos de los administradores. En 1746, Leopoldo Reichl, el último y más grande de los abades de Engelszell de la Común Observancia, fue nombrado, y pronto rehízo sus finanzas. Entre 1754 y 1764, Leopoldo reconstruyó la iglesia actual de la abadía.
En 1786, Engelszell fue disuelto por el Emperador José II y los edificios fueron posteriormente puestos a varios usos seculares, incluyendo una fábrica y una residencia.

### Trapenses
En 1925, Engelszell fue ocupado y refundada como un monasterio trapense por los monjes refugiados alemanes expulsados después de la I Guerra Mundial provinientes de la abadía de Oelenberg en Alsacia. Estos monjes habían encontrado refugio temporal en la abadía de Banz, pero estaban buscando un hogar permanente. Inicialmente se estableció como un priorato, en 1931, fue elevado al rango de abadía, y el anterior prior, Gregorius Eisvogel, fue nombrado abad por Johannes Maria Gföllner, Obispo de Linz, en una ceremonia en Wilhering de la Abadía.
El 2 de diciembre de 1939, la abadía fue confiscada por la Gestapo y la comunidad, con un total 73 monjes, fue deshauciada. Cinco monjes fueron enviados al Campo de Concentración de Dachau, de los cuales cuatro fallecieron, mientras que otros fueron encarcelados en otros lugares o se alistaron en la Wehrmacht. Al final de la guerra en 1945, sólo alrededor de un tercio de la anterior comunidad regregó. Su comunidad se engrosó con los monjes trapenses alemanes expulsados de la abadía de Mariastern, de Banja Luka, Bosnia, bajo su abad Bonaventura Diamant.
Desde 1995, el abad ha sido Marianus Hauseder. A fecha de 2012, el número de monjes en la comunidad era de siete.

## Edificios
La iglesia de la abadía Engelszell, construida entre 1754 y 1764, es una impresionante iglesia en estilo rococó, con una torre de 76 metros de altura. El interior contiene notables obras de arte de Bartolomeo Altomonte, José Deutschmann y el estuquista Johann Georg Üblhör. Tras sufrir daños estructurales en 1957, el techo de la nave fue repintado con una obra contemporánea de Fritz Fröhlich.

## Economía
El monasterio se sustenta principalmente de sus productos agrícolas. Es conocido por sus licores y por su queso, el Engelszeller Trappistenkäse.
En mayo de 2012, la Asociación Internacional Trapense aprobó a Engelszell a ser el octavo productor de cerveza trapense con el logo oficial, convirtiéndose en el segundo fuera de Bélgica.

## Lista de los superiores
- Gregorius Eisvogel, 1925-1931, prior; 1931-1950, abad
- Basile Sartorio, 1950-1951, interino superior
- Bonaventura Diamant, 1951-1952, superior ad nutum
- Benno Stumpf, 1952-1953, superior ad nutum; 1953-1966, abad
- Willibald Knoll, 1966-1983, abad
- Klaus Jansen, 1982-1983, administrador apostólico; 1983-89, abad
- Nivard Volkmer, 1989-1991, superior ad nutum
- Marianus Hauseder, 1991-1995, superior ad nutum; a partir de 1995, abad

## Galería

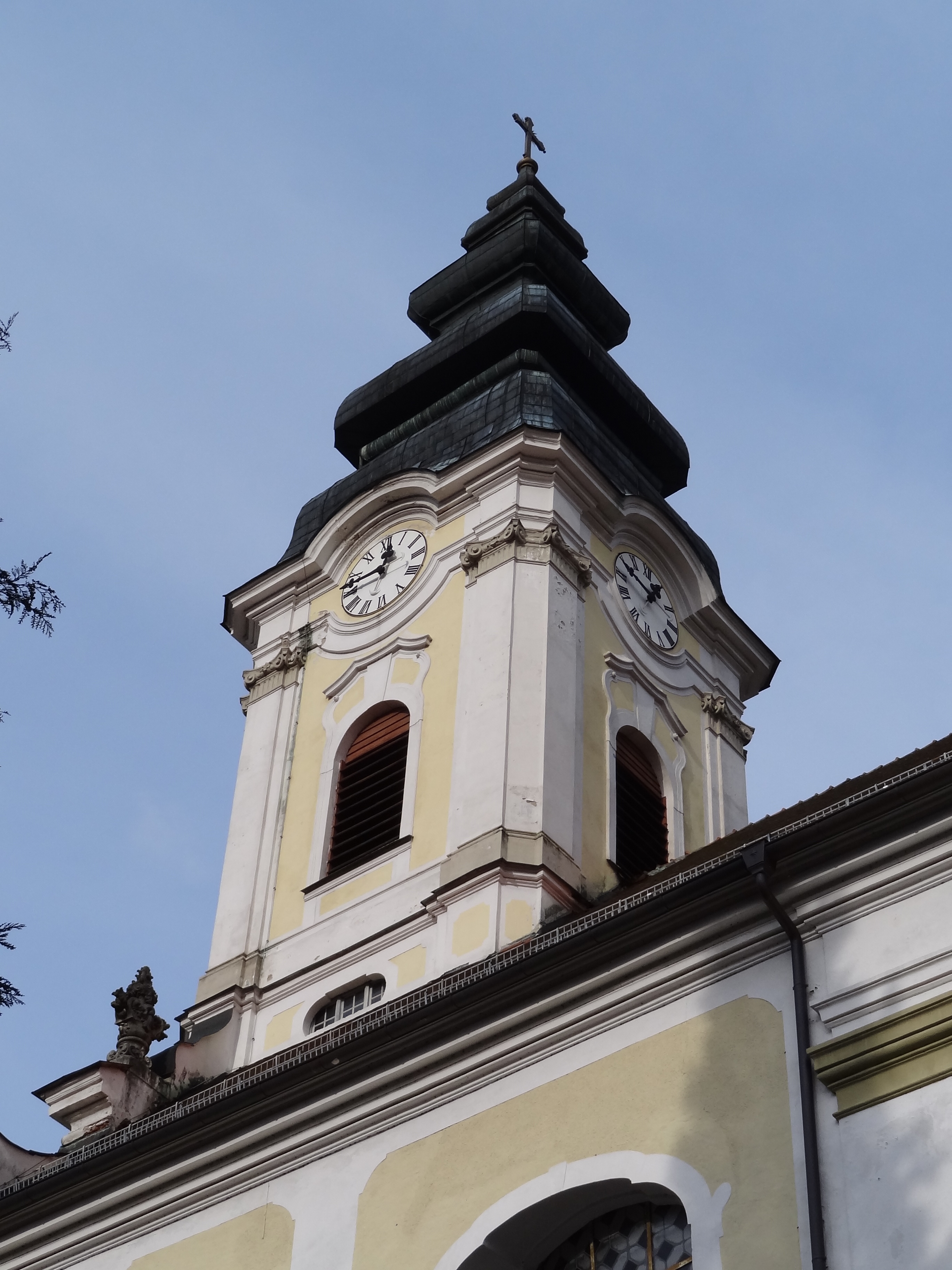
Campanario de la iglesia de la abadía
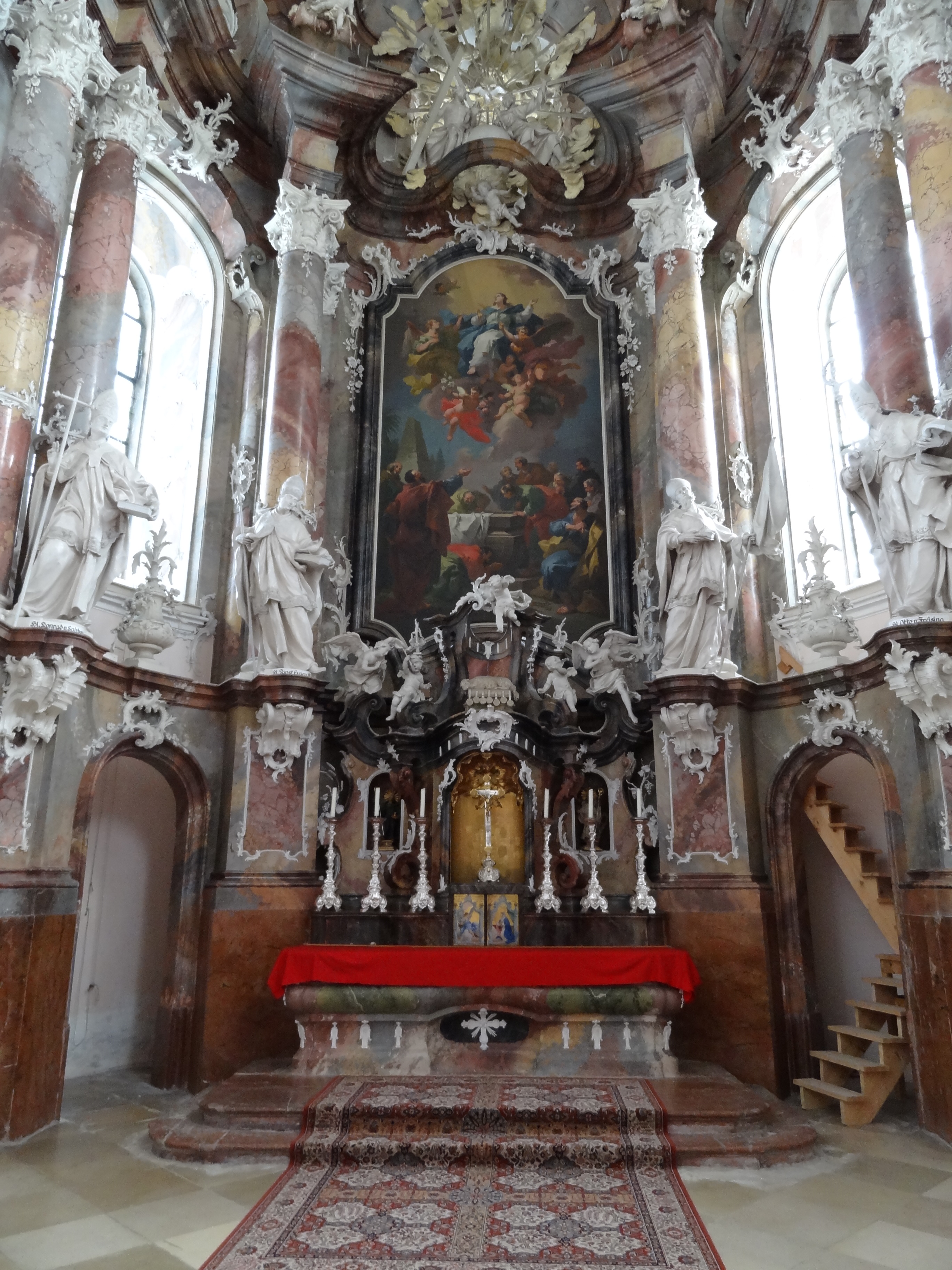
Altar de la iglesia de la abadía
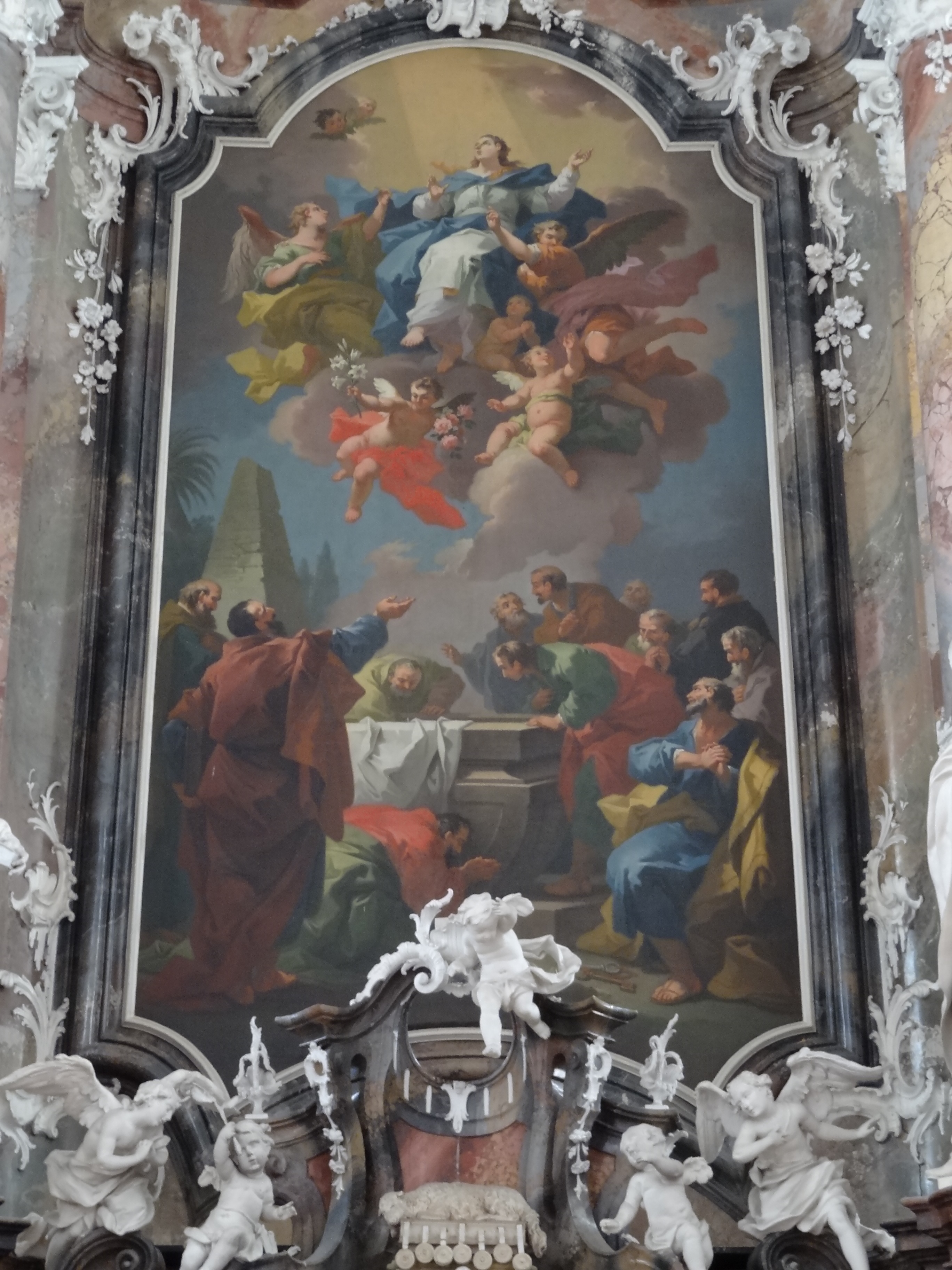
Retablo del altar mayor de la iglesia de la abadía
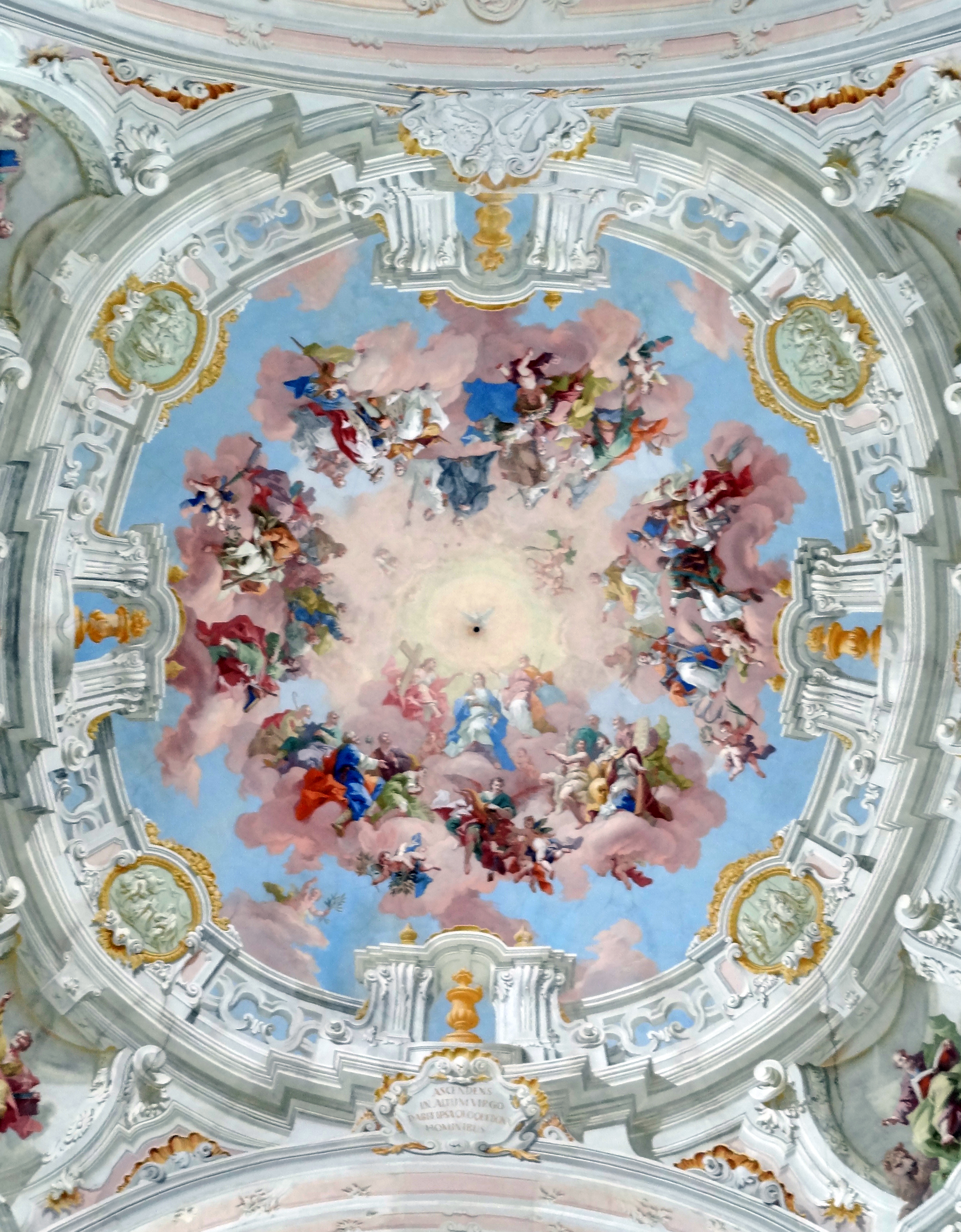
Frescos del techo
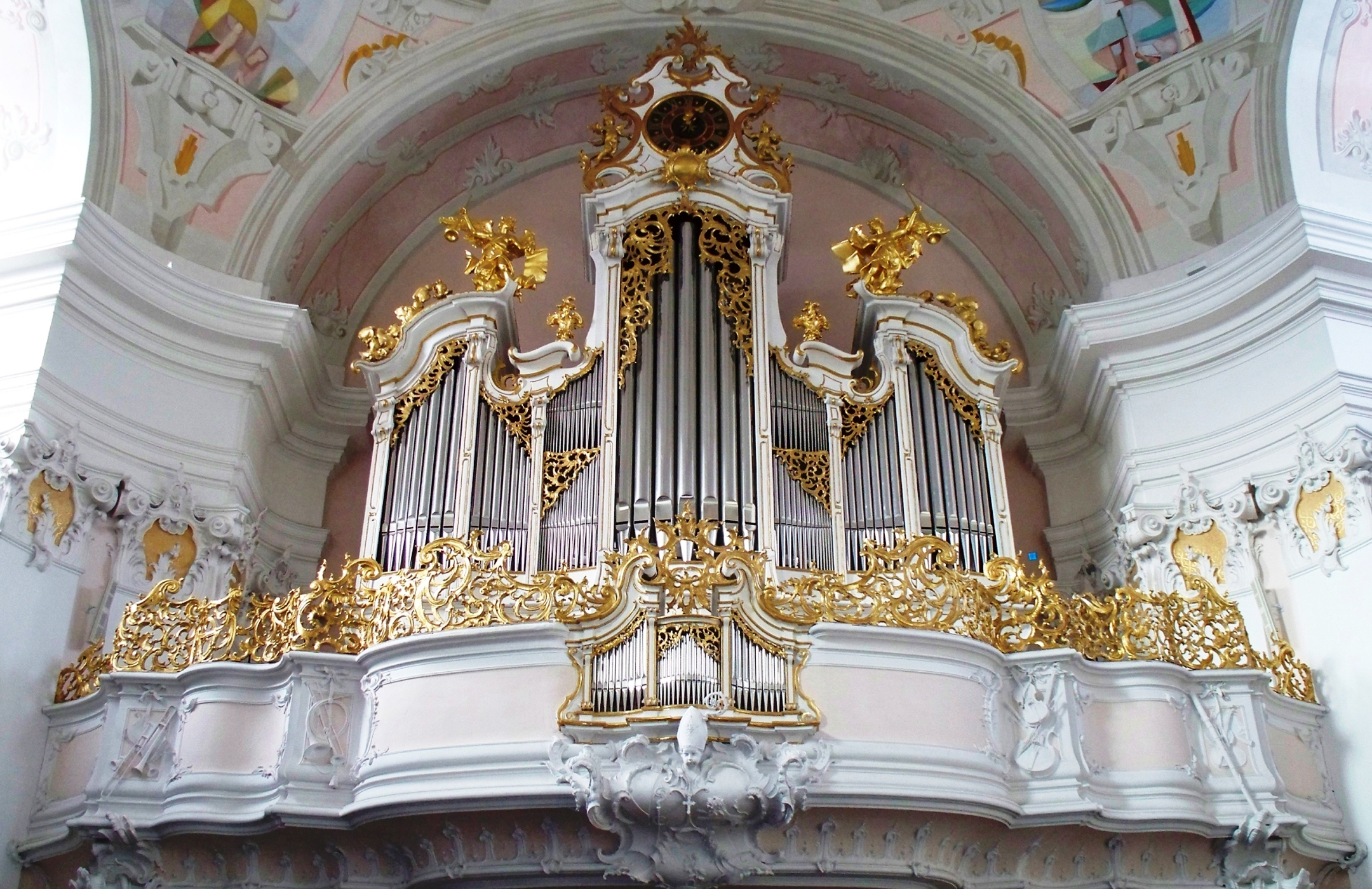
Órgano
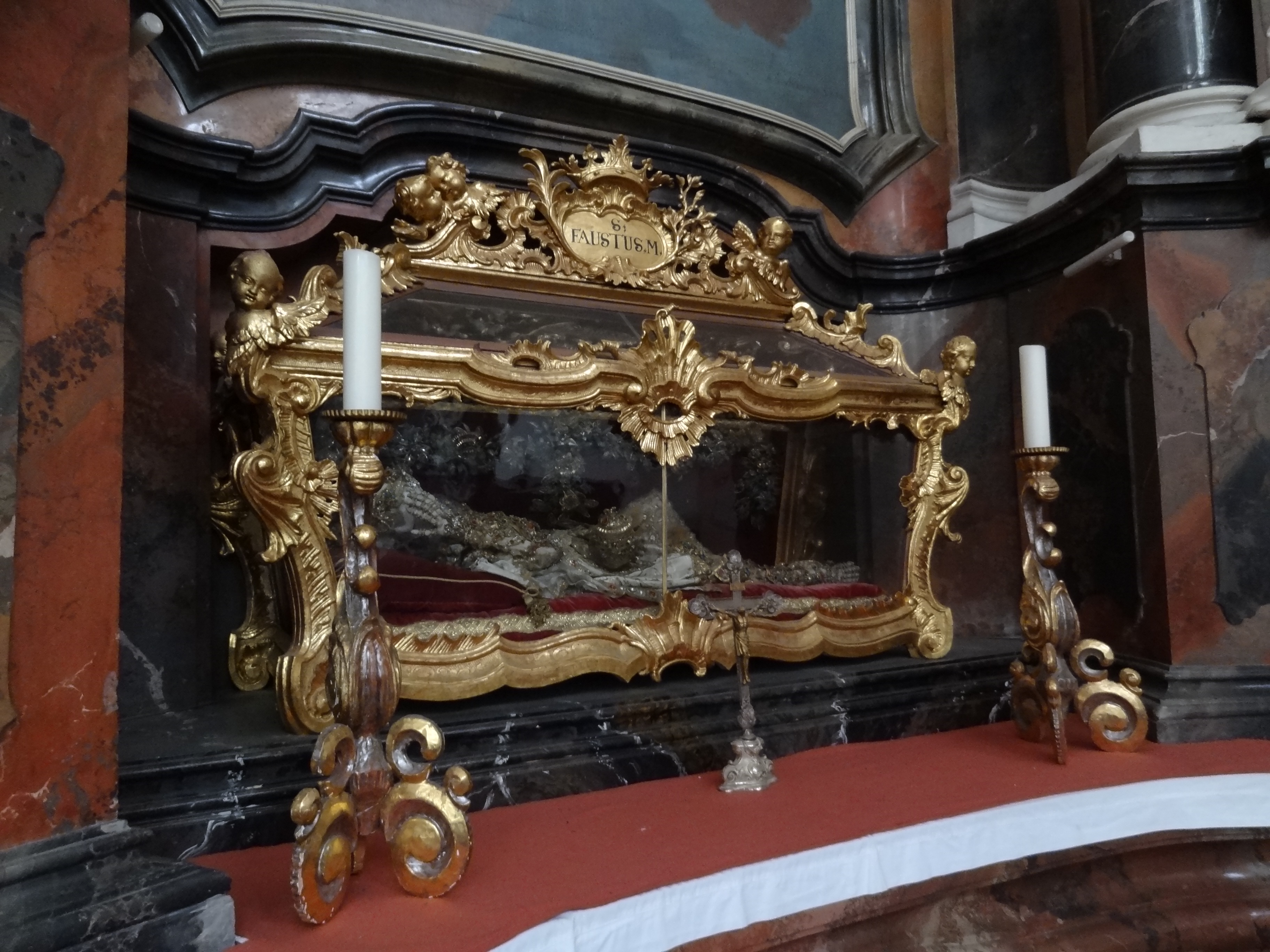
Relicario de San Fausto
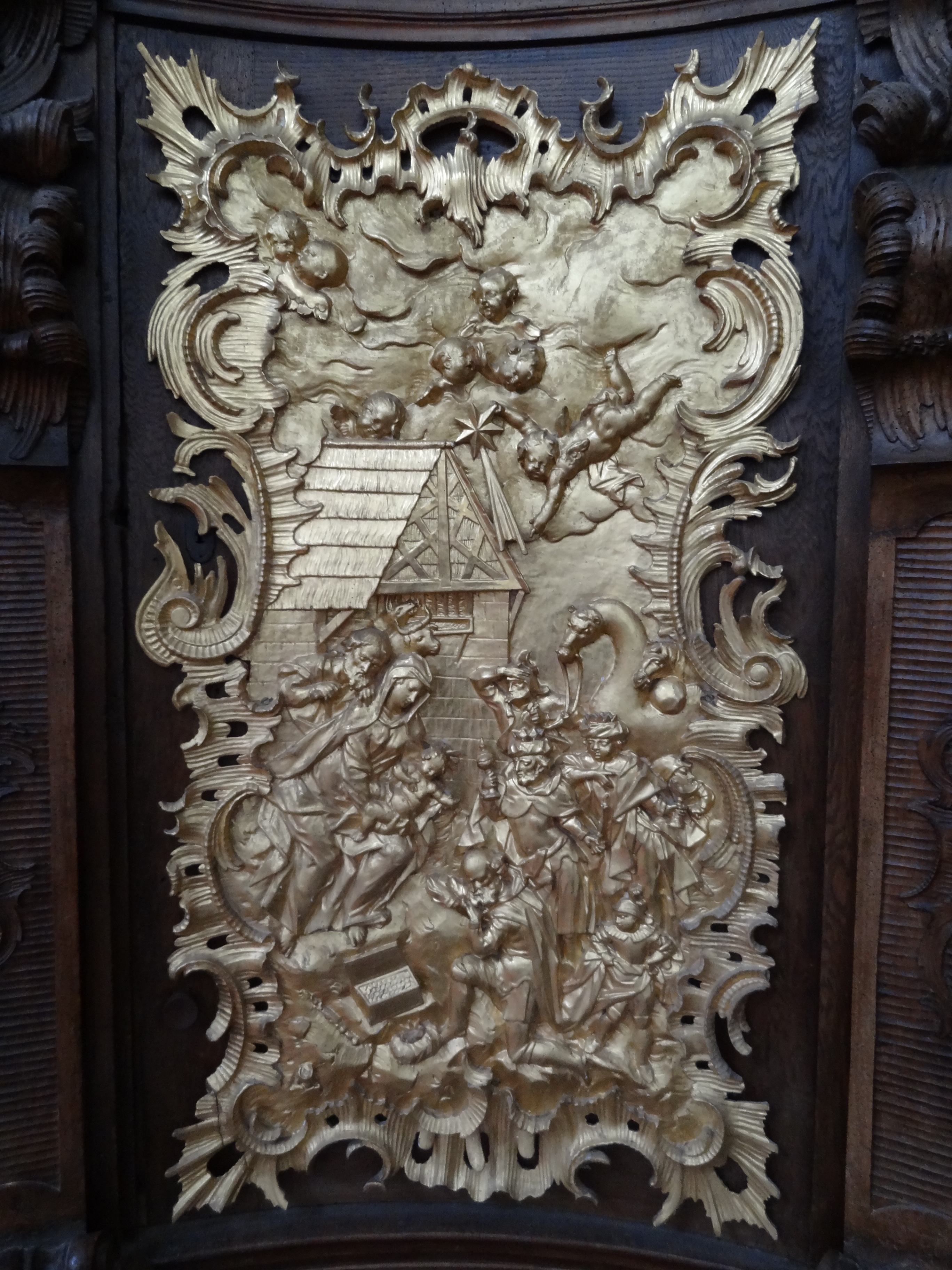
Relieve de bronce
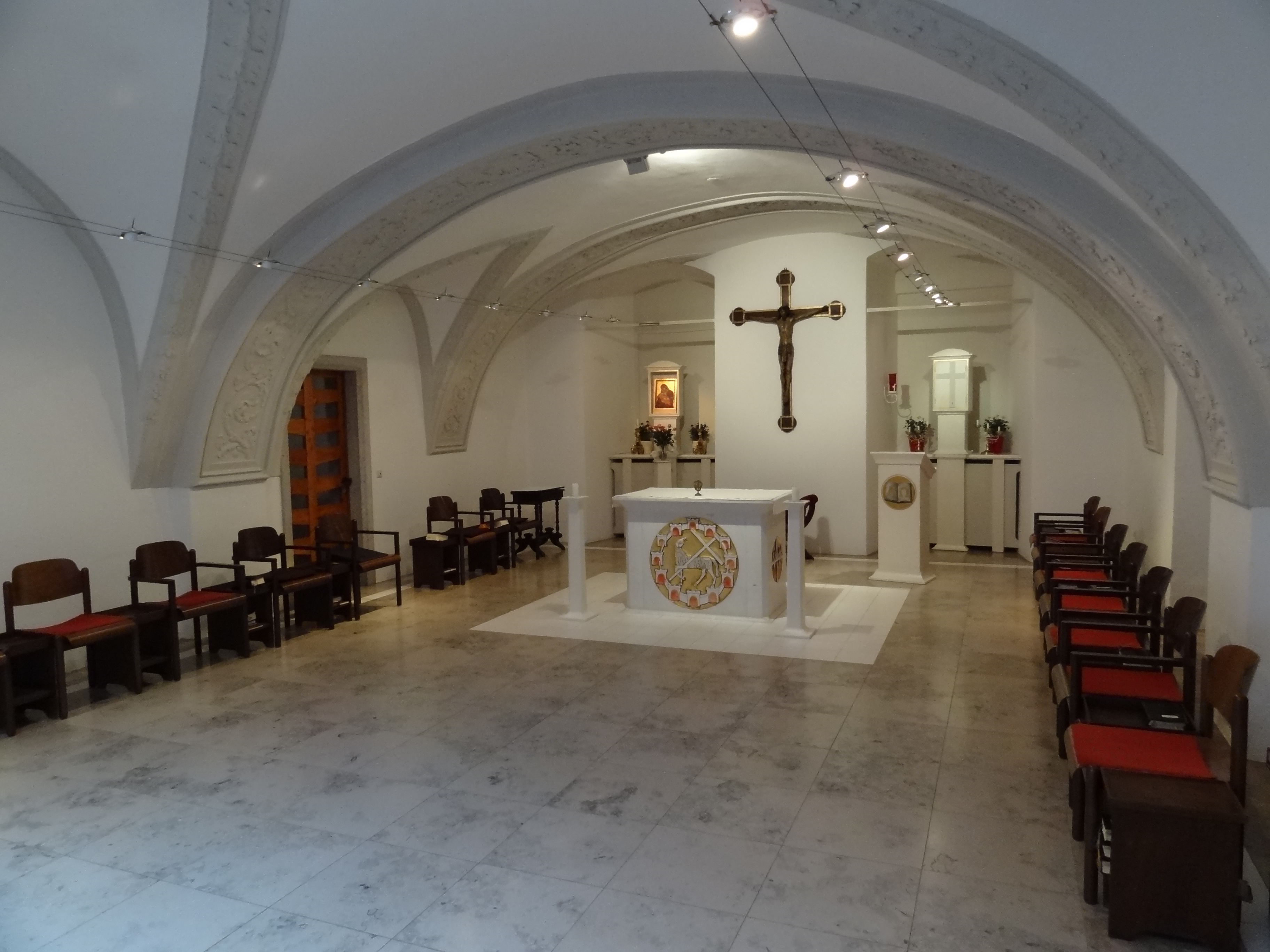
Capilla del monasterio
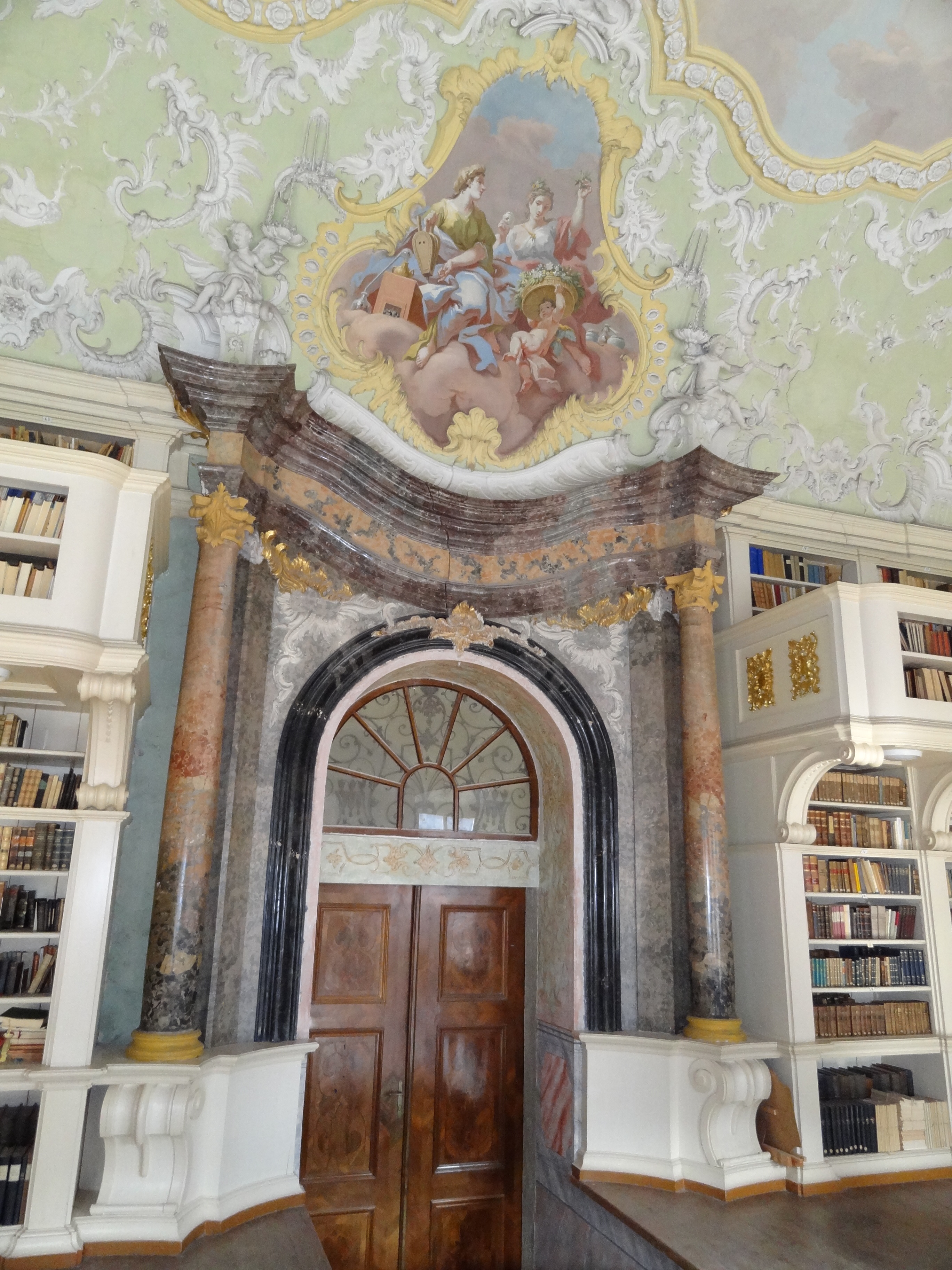
Biblioteca
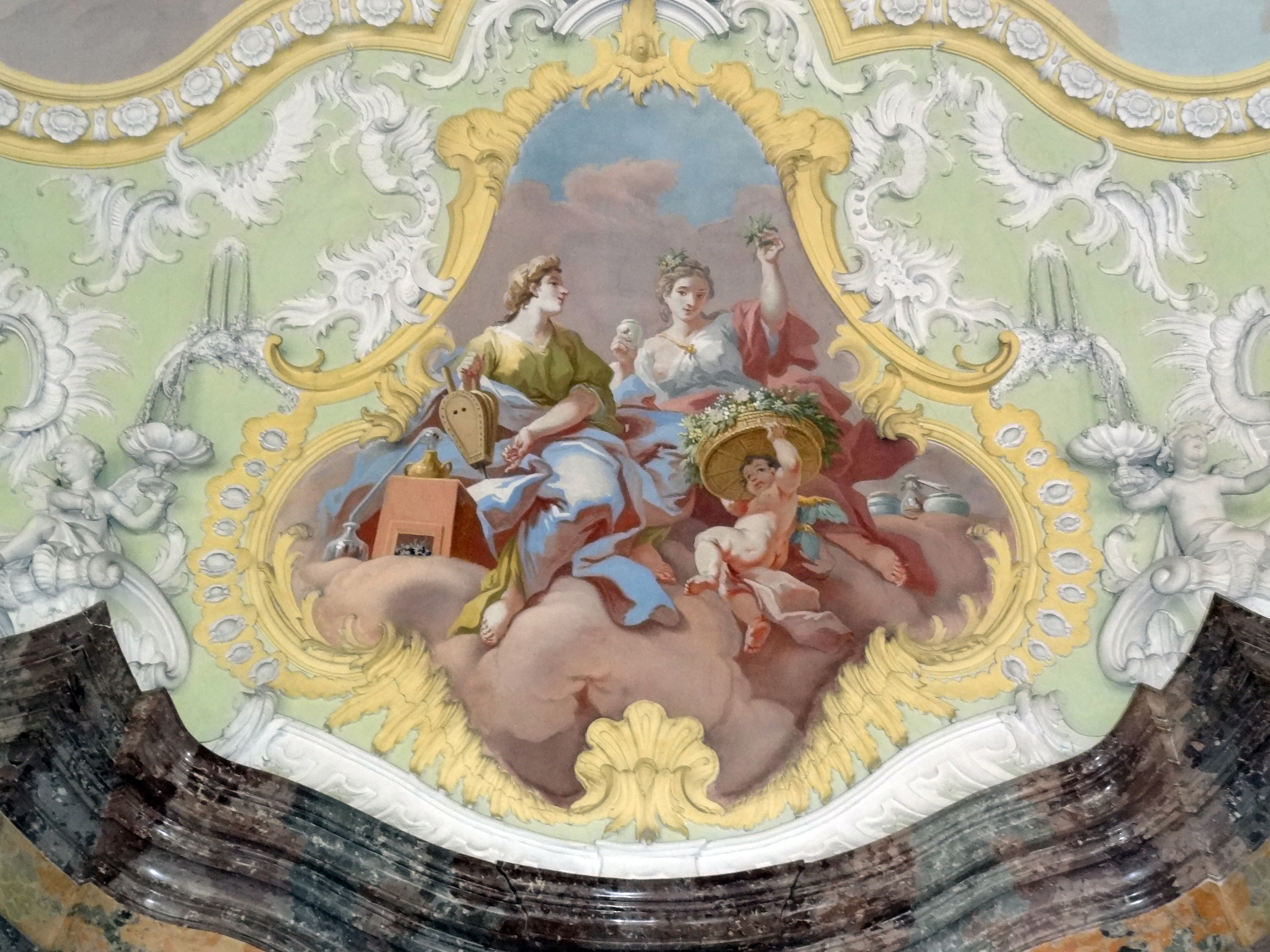
Frescos de la biblioteca

## Para más información
- Engelszell Abadía (ed. y publ.), 1932: Abtei Engelszell an der Donau. Passau: Gogeißl. (En alemán)
- Natschläger, Walter, 2006: Übersichtliche Geschichte des Cistercienserstiftes Engelszell. Engelhartszell. (En alemán)
- Reisacher, Mathias, 1840: Topographie des Erzherzogthums Oesterreich, oder Darstellung der Entstehung der Städte, y mercados, Dörfer. Das Decanat San Johann im Mühl-Kreis, sammt den Stiften Wilhering und Engelszell en dem Decanate Peyerbach. Viena: Wimmer. (En alemán)